# Ultima Ratio
Die Ultima Ratio (von lateinisch ultimus, hier: „letzter, äußerster“ und ratio, hier: „Mittel, Möglichkeit“) bezeichnet allgemein den letzten Lösungsweg, das letzte Mittel oder den letzten Ausweg in einem Interessenkonflikt, wenn zuvor alle sonstigen Lösungsvorschläge verworfen wurden, da mit ihnen keine – oder angeblich keine – Einigung erzielt werden konnte.
In der internationalen Politik wurden und werden mit dieser Bezeichnung kriegerische Handlungen gerechtfertigt, bei denen die vorangegangenen nicht-kriegerischen Interventionen nicht zur Lösung des Konflikts führten. Vor allem zur Begründung eines sogenannten gerechten Krieges ist die Ultima Ratio ein zu erfüllender Punkt.
Auch in der Rechtswissenschaft wird vom Ultima-ratio-Prinzip gesprochen, wenn der Rechtsgrundsatz der Verhältnismäßigkeit beim Einsatz juristischer Mittel betont wird.

## Begriffsherkunft

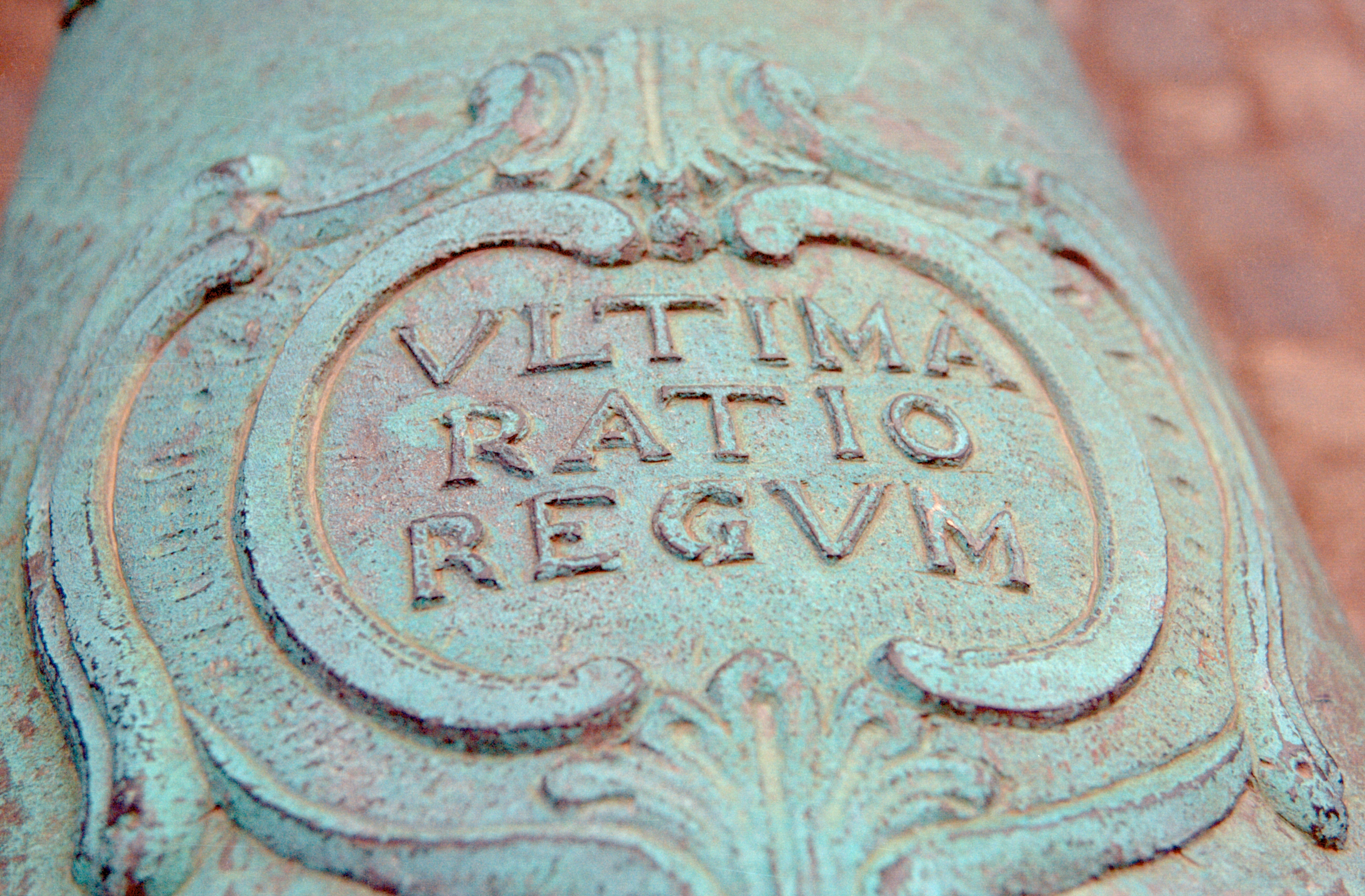
Ultima Ratio Regum – Inschrift auf einer Kanone vor dem Heeresgeschichtlichen Museum in Wien

Der Begriff stammt aus dem Dreißigjährigen Krieg. Kardinal Richelieu ließ auf die Geschützrohre die Formel gießen: „Ultima ratio regum“ („das letzte Mittel der Könige“). Dabei war noch nicht das letzte zur Verfügung stehende Mittel nach Ausschöpfung aller anderen Möglichkeiten gemeint, sondern das letzte Wort des Königs, um einen Konflikt definitiv zu entscheiden. Zur selben Zeit wie Richelieu erkannte der spanische Dramatiker Pedro Calderón de la Barca in seinem Drama En esta vida todo es verdad y todo mentira (deutsch: In diesem Leben ist alles wahr und alles Lüge), im Felde seien Waffen die última razón der Könige. Hundert Jahre später reagierte Friedrich II. von Preußen standesgemäß und nahezu wortgleich: Seit 1742 erhielten alle seine Kanonen die Inschrift „Ultima ratio regis“ – „das letzte Mittel des Königs“.

## Rechtswissenschaft
Im Strafrecht verfolgt Deutschland wie andere demokratische Rechtsstaaten das Prinzip der „ultima ratio“. Das heißt, das Strafrecht kommt entsprechend dem Grundsatz der Verhältnismäßigkeit als letztes Mittel zum Einsatz, den Rechtsfrieden zu erzwingen, und gilt laut dem Rechtswissenschaftler Heribert Ostendorf als das „schärfste Steuerungsinstrument des Staates, weil hiermit in der Regel am härtesten in die Privatsphäre eingegriffen wird.“ Zuvor seien andere Steuerungsinstrumente wie das Zivilrecht oder das Verwaltungsrecht anzuwenden.
Angewandt wird das Verhältnismäßigkeitsprinzip auch bei sogenannten Bagatelldelikten oder im Jugendstrafrecht. Im Arbeitsrecht findet das Prinzip insbesondere im Streikrecht sowie bei betriebsbedingten Kündigungen Verwendung.